# Gorgī Dar
Gorgī Dar (persiska: گرگی در, Gorgīdar) är en ort i Iran.   Den ligger i provinsen Kermanshah, i den nordvästra delen av landet, 400 km väster om huvudstaden Teheran. Gorgī Dar ligger 1 566 meter över havet och antalet invånare är 281.
Terrängen runt Gorgī Dar är kuperad västerut, men österut är den bergig. Runt Gorgī Dar är det ganska tätbefolkat, med 172 invånare per kvadratkilometer. Närmaste större samhälle är Kāmyārān, 19,1 km öster om Gorgī Dar. Omgivningarna runt Gorgī Dar är i huvudsak ett öppet busklandskap.